# شبانگاه، زمان من
شبانگاه، زمان من (به انگلیسی: Night Time, My Time) نخستین آلبوم استودیویی از خوانندهٔ آمریکایی اسکای فریرا می‌باشد که در ۲۹ اکتبر سال ۲۰۱۳ از سوی کپیتال رکوردز منتشر گردید؛ و قرار بود در ابتدا در سال ۲۰۱۱ پس از انتشار تک‌آهنگ‌های «۱۷»، «یک» و «دغدغه» منتشر شود، اگرچه پس از اینکه این تک‌آهنگ‌ها از نظر سودمالی شکست خوردند، ناشری که وی با آن قرارداد بسته بود آلبوم را به تاخیر انداخت.

## شبانگاه، زمان من: بی-سایدها بخش ۱
شبانگاه، زمان من: بی-سایدها بخش ۱ سومین‌ آلبوم چندآهنگه از خوانندهٔ آمریکایی اسکای فریرا می‌باشد که در ۲۵ نوامبر سال ۲۰۱۳ از سوی کپیتال رکوردز منتشر گردید. این ئی‌پی حاوی ۳ قطعه می‌بود که قبل‌تر منتشر نشده بودند و علاوه بر آن‌ها نسخهٔ ریمیکس انون مورتال ارکسترا از ترانهٔ «همه‌چیز شرم‌آوره» که در دومین آلبوم چندآهنگهٔ وی تحت عنوان شبح  قرار داشت، نیز در این ئی‌پی قرار دارد.